# Schampo

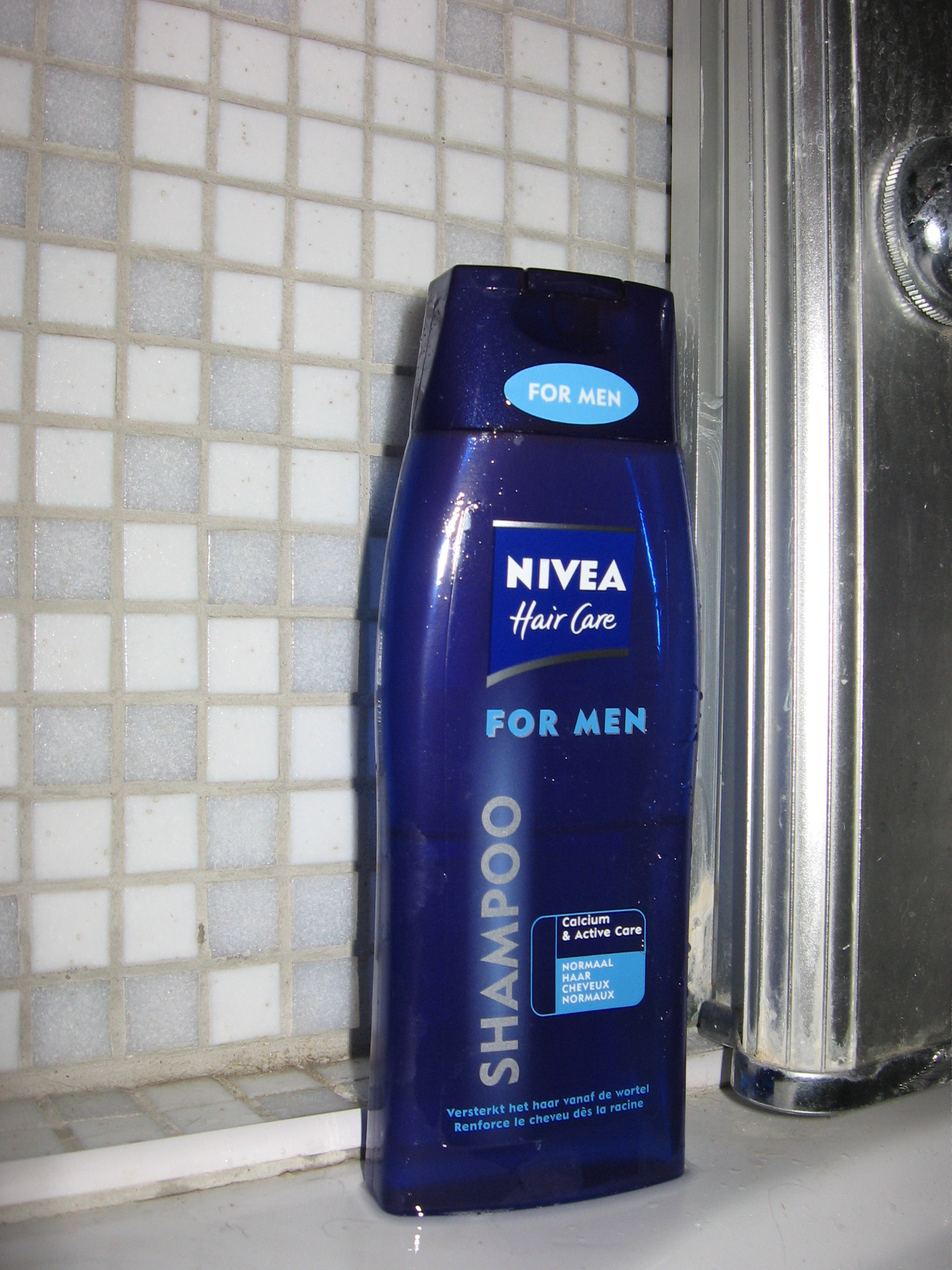
En schampoflaska.

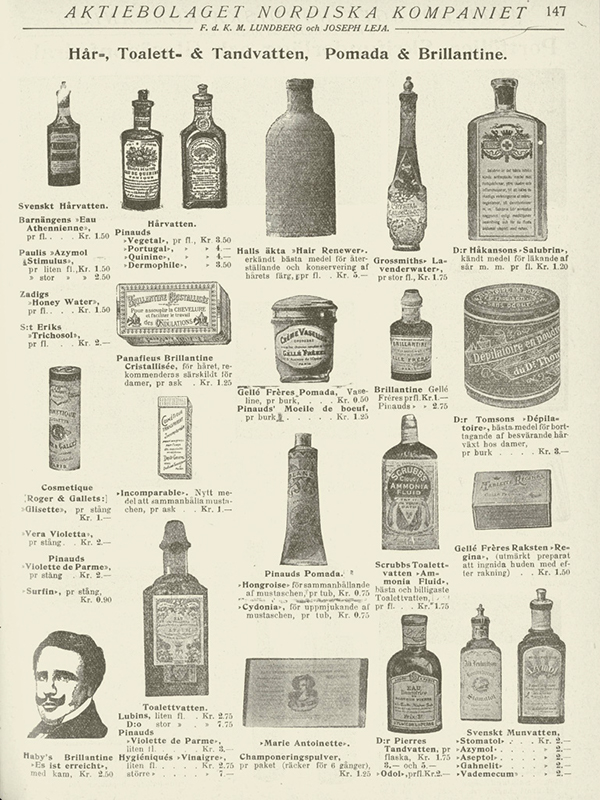
Nordiska Kompaniets reklam för hår-, toalett- & tandvatten, pomada & brilliantine, 1905/1906.

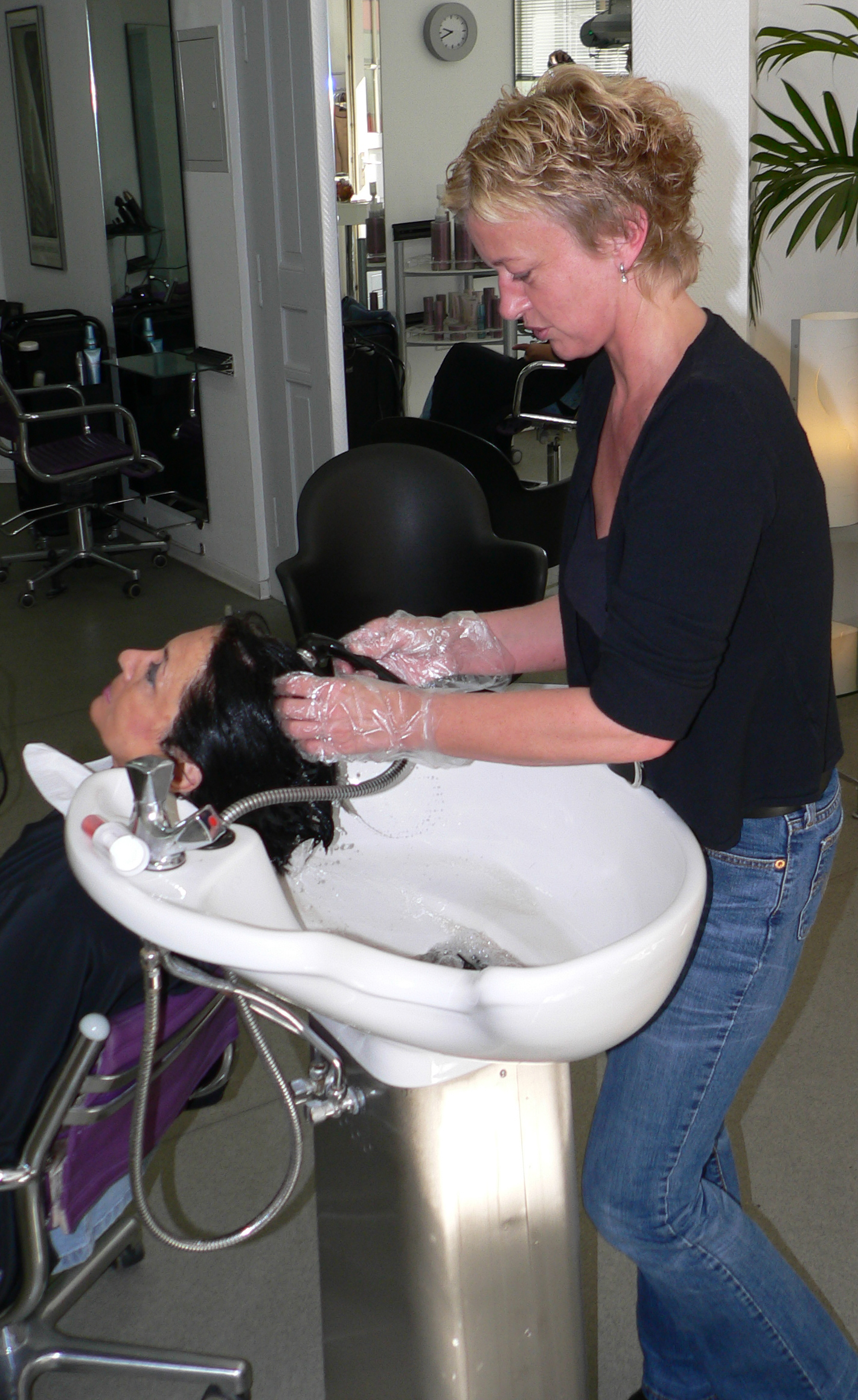
En frisör tvättar en kunds hår.

Schampo, schamponeringsmedel, är en hygienprodukt för rengöring av hår och hårbotten. 'Schampo' är ett lånord från hindins champo, som är imperativformen av verbet champna, "att trycka, knåda, massera".
Det finns även bilschampo som är avsett för biltvätt, mattschampo avsett för rengöring av mattor och hundschampo som är avsett för hundar.

## Användning
Vid hårtvätt fuktas håret varefter schampot masseras in i hår och hårbotten tills lödder uppstår. Löddret och alla tvålrester sköljs bort och behandlingen kan upprepas vid behov. 

## Egenskaper
Det finns många olika sorters schampon för olika hårtyper, exempelvis torrt, fett, normalt, slitet eller lockigt. Om ett schampo är för fett hår innebär det således att det är avsett för personer med fett hår och inte att användning av det schampot ger ett fetare hår. Det finns också specialschampo för bekämpning av mjäll, huvudlöss, håravfall etc. Moderna schamposorter saluförs med reklam som lovar olika kraftfulla, t.ex. regenererande effekter för håret. Kombinationsschampon som innehåller balsam för att göra håret mjukt i samband med tvätten ersätter en separat balsambehandling efter hårtvätten.

## Innehåll
Detta är i princip de verksamma ämnena i de flesta typer av schampo
- Tensider, som minskar vattnets ytspänning och är skumgivare, oftast natriumlauretsulfat (sodium laureth sulfate, SLS eller sodium lauryl ether sulfate, SLES)
- Konditionerande ämnen, till exempel sådana som gör att medlet får en önskad viskositet
- Antistatiska ämnen, för att förhindra att håret blir elektriskt
- Parfymer
- Konserveringsmedel

## Torrschampo
Torrschampo är en sorts schampo, i puder- eller sprejform, som gnids in i torrt hår för snabb uppfräschning av håret. Det ersätter dock inte alla hårtvättar. Torrschampo består av ett stärkelsepulver med tillsatta ytaktiva ämnen och förpackas ofta men inte alltid på sprejburk.